# Opsion fumipes
Opsion fumipes är en tvåvingeart som beskrevs av Edwards 1925. Opsion fumipes ingår i släktet Opsion och familjen svampmyggor. Inga underarter finns listade i Catalogue of Life.